# Siem Reap
Siem Reap è una città della Cambogia, capoluogo dell'omonima provincia, situata tra le rovine di Angkor Wat e il grande lago Tonle Sap, nel nord-ovest del Paese. Con 245 494 abitanti nel 2019, oltre ad essere la seconda città più popolata di tutta la nazione, è anche quella a più rapida espansione.
La città è un importante centro per il turismo in Cambogia grazie alla sua vicinanza ai templi antichi di Angkor, costruiti durante l'Impero Khmer. Nella città e nei suoi dintorni si trovano musei, spettacoli di danza tradizionale Apsara, un villaggio culturale cambogiano, negozi di souvenir e artigianato, fattorie di seta, risaie nella campagna, villaggi di pescatori, un santuario di uccelli vicino al lago Tonle Sap, e una scena cosmopolita di ristorazione e vita notturna.
Siem Reap è stata nominata Città della Cultura dell'ASEAN per il periodo 2021–2022 durante il 9º incontro dei Ministri ASEAN responsabili della cultura e delle arti (AMCA), organizzato il 22 ottobre 2020.

## Geografia fisica
Il centro storico è attraversato dal fiume Siem Reap, lungo 83 km, che nasce dall'altopiano collinare di Phnom Kulen posto a 487 metri s.l.m. ed è incluso nell'omonimo Parco Nazionale.

## Storia
Siem Reap è una città della Cambogia il cui nome può essere tradotto come "sconfitta del Siam". Secondo la tradizione, infatti, il re Ang Chan I (1516–1566) avrebbe dato questo nome alla città dopo aver respinto un'invasione dell'esercito siamese inviato dal re Maha Chakkraphat nel 1549. Tuttavia, alcuni studiosi considerano questa spiegazione una moderna etimologia popolare e l'origine reale del nome rimane incerta.
La leggenda racconta che Ang Chan approfittò delle lotte interne del Siam per attaccare e saccheggiare la città siamese di Prachinburi, ma dovette ritirarsi quando venne a sapere dell'ascesa al trono di Maha Chakkraphat. Quest'ultimo, indignato dall'attacco e dal rifiuto di Ang Chan di inviargli un elefante bianco come segno di sottomissione, inviò un esercito per punire il sovrano cambogiano. Durante lo scontro, Ang Chan uccise il comandante siamese, il principe Ong, provocando la fuga dell'esercito avversario e catturando oltre 10 000 soldati siamesi. Per celebrare la vittoria, avrebbe chiamato il campo di battaglia "Siem Reap", ovvero "la totale sconfitta del Siam".
Tuttavia, fonti storiche suggeriscono che l’influenza siamese sulla regione fosse già consolidata da oltre un secolo, a partire dal saccheggio di Angkor Wat nel 1431, che segnò l'inizio del dominio vassallo della Cambogia da parte del Siam. Dal XVI al XIX secolo, le lotte interne tra i nobili khmer portarono a ripetute ingerenze e dominazioni da parte del Vietnam e del Siam. Dal 1795 al 1907, Siem Reap e altre città come Battambang e Sisophon furono sotto amministrazione siamese e la regione era conosciuta come "Cambogia Interna". Durante il XVIII secolo, sotto il Regno di Ayutthaya, la città era chiamata Nakhon Siam ("Città del Siam").
Siem Reap rimase un piccolo villaggio fino alla "riscoperta" di Angkor da parte degli esploratori francesi nel XIX secolo. Henri Mouhot fu tra i primi europei a documentare il sito, ma già nel 1586 il missionario portoghese António da Madalena aveva visitato le rovine. Nel 1901, l'École française d'Extrême-Orient (EFEO) avviò spedizioni per esplorare e restaurare Angkor. Con il trattato franco-siamese del 1907, la regione passò sotto il controllo della Cambogia francese e Siem Reap iniziò a svilupparsi. Nel 1929 fu inaugurato il Grand Hotel d'Angkor, mentre i templi di Angkor divennero una delle principali attrazioni turistiche dell'Asia fino alla guerra civile degli anni '60. Nel 1975, la popolazione della città, come nel resto della Cambogia, fu costretta a lasciare le proprie case dal regime dei khmer rossi. Dopo la morte di Pol Pot avvenuta nel 1998, la stabilità tornò e il turismo riprese, trasformando Siem Reap nella principale porta d'accesso al sito patrimonio dell'umanità di Angkor Wat. Negli ultimi anni, la città è stata spesso inclusa nelle classifiche delle migliori destinazioni turistiche da pubblicazioni come TripAdvisor, Wanderlust Magazine e Travel+Leisure.

## Infrastrutture e trasporti

### Aeroporti
La città, a partire dal 16 ottobre 2023, è servita dal nuovo aeroporto internazionale di Siem Reap-Angkor, situato a 50 km a est della città, che ha sostituito quello vecchio, chiuso in concomitanza con l'apertura del nuovo scalo.
Siem Reap è collegata a Phnom Penh e Battambang da autobus, con un tempo di percorrenza di circa 5 ore dalla capitale. È inoltre accessibile via battello attraverso il lago Tonle Sap. Il trasporto turistico locale è ampiamente supportato dai tuk-tuk. Da Bangkok è possibile raggiungere la città tramite la cittadina di confine Poipet, con un viaggio che varia tra le 6 e le 10 ore a seconda dei tempi di attraversamento del confine, utilizzando taxi, autobus, minibus o van. Un'opzione alternativa prevede il treno fino al mercato di Rong Kluea, seguito da minibus o taxi condivisi fino a Siem Reap. È inoltre in fase di studio un collegamento ferroviario ad alta velocità tra Phnom Penh e Siem Reap, con studi di fattibilità condotti dalla China Railway Engineering Corporation.

## Economia
L'economia di Siem Reap si basa principalmente sul turismo archeologico, sulla coltivazione del riso e sulla pesca lacustre praticata nel Tonle Sap. La città è oggi la destinazione turistica più popolare della Cambogia, grazie alla sua vicinanza al complesso archeologico di Angkor. Dispone di un'ampia offerta ricettiva, con numerosi hotel e ristoranti che soddisfano le esigenze dei visitatori.

## Cultura

### Istruzione

#### Scuole
Siem Reap ospita una delle due sedi cambogiane dell'École française d'Extrême-Orient, mentre l'altra si trova nella capitale Phnom Penh.

## Amministrazione

### Gemellaggi
- Fontainebleau, dal 2000

## Galleria d'immagini

Siem Reap
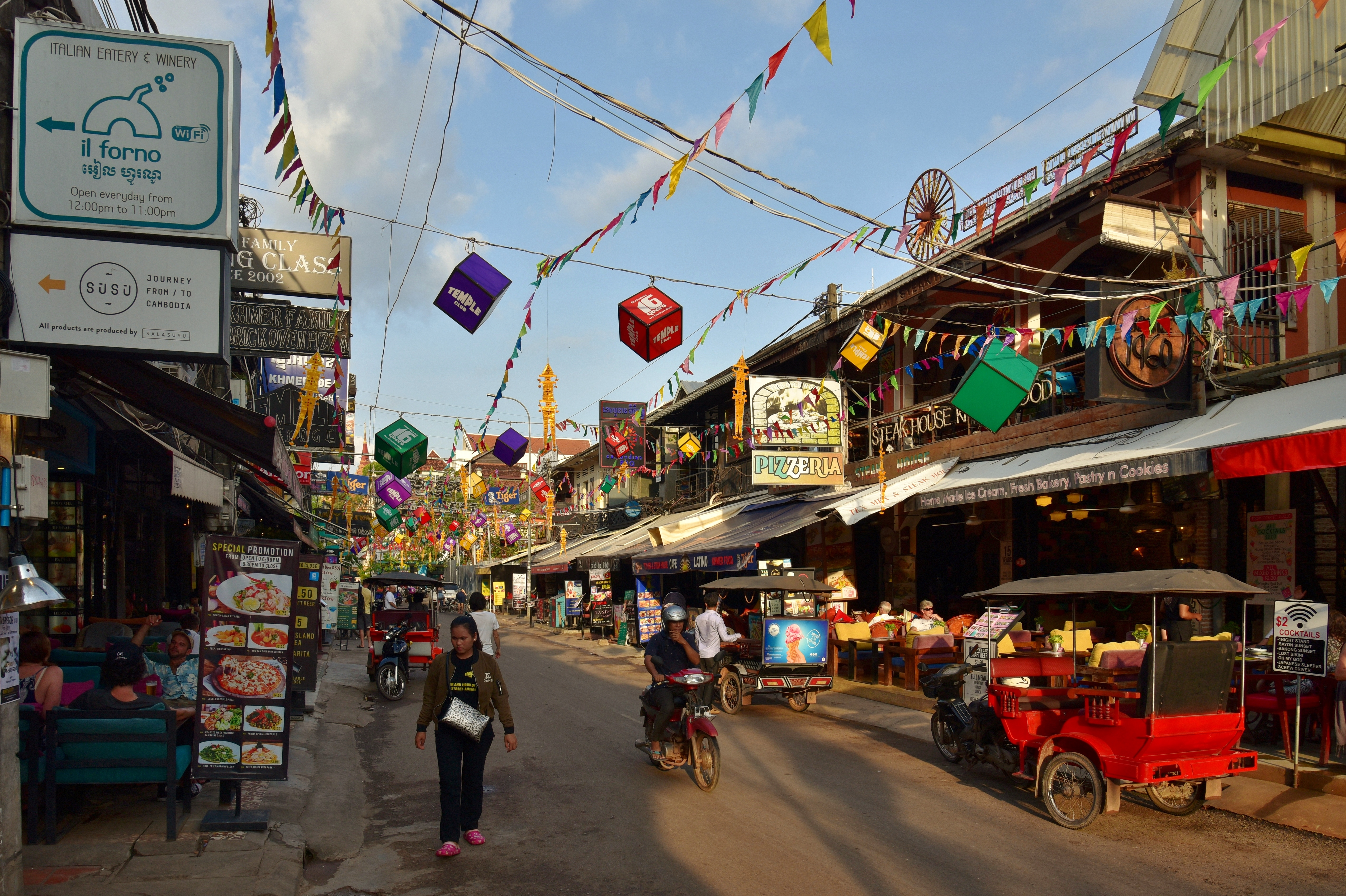
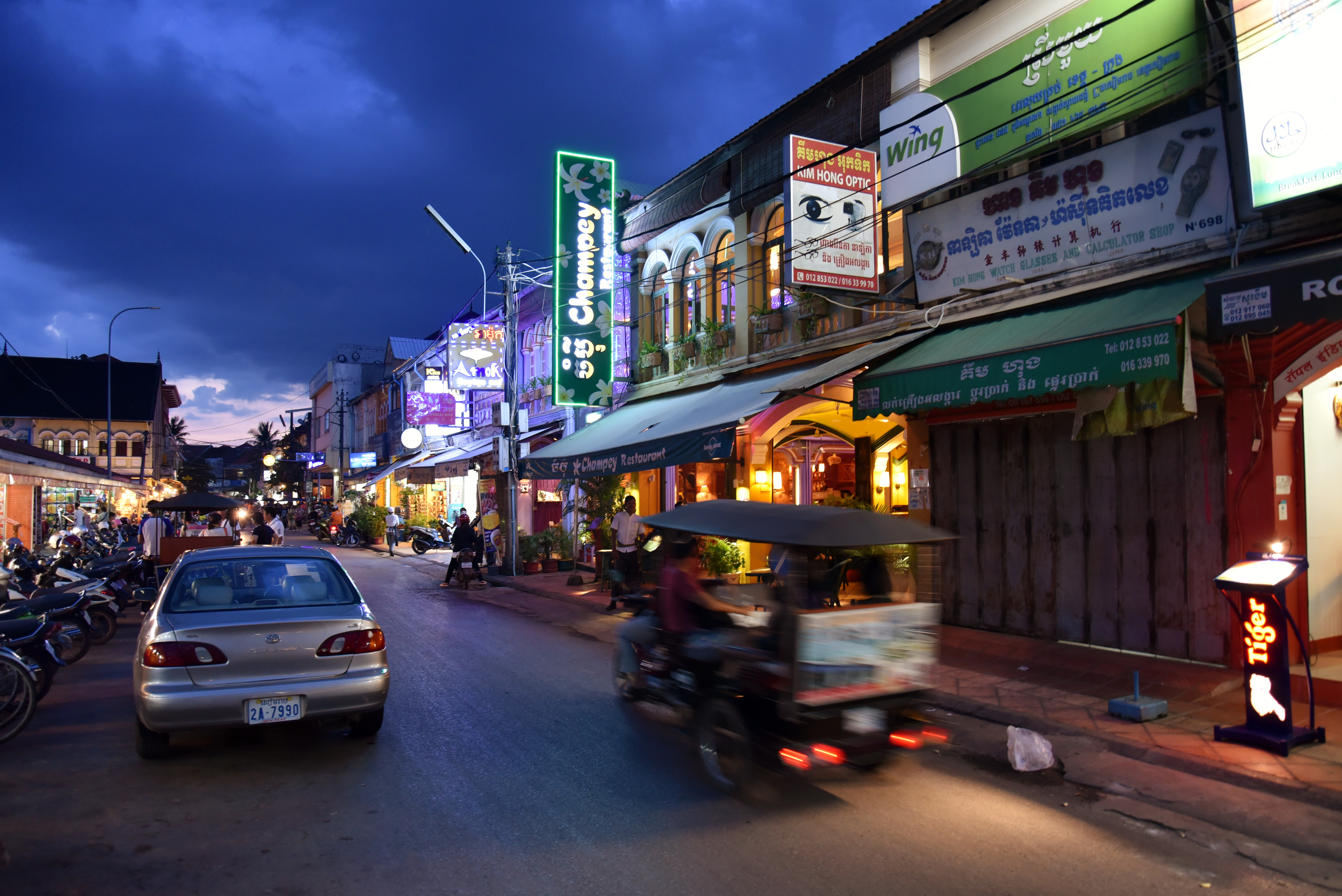
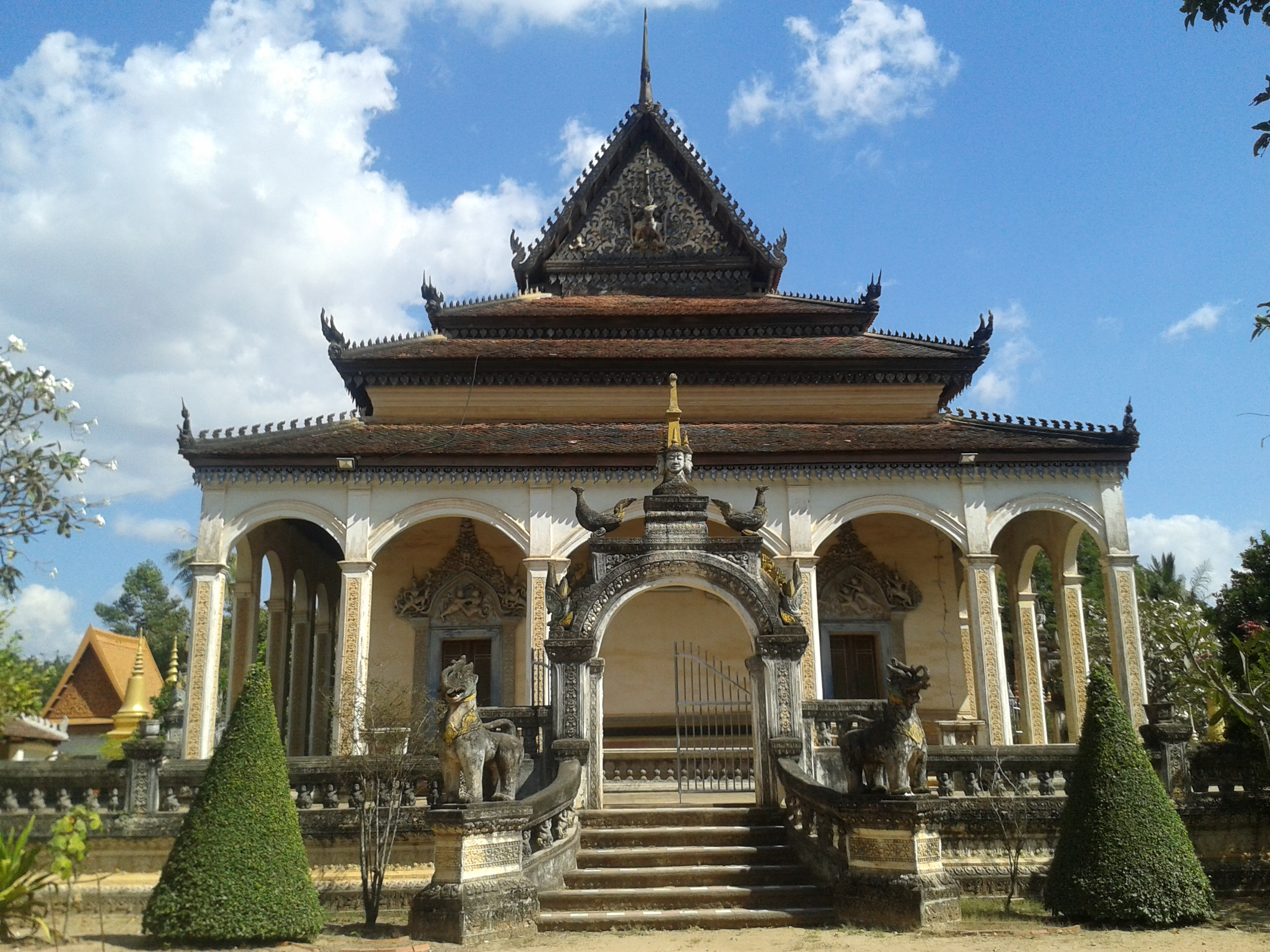
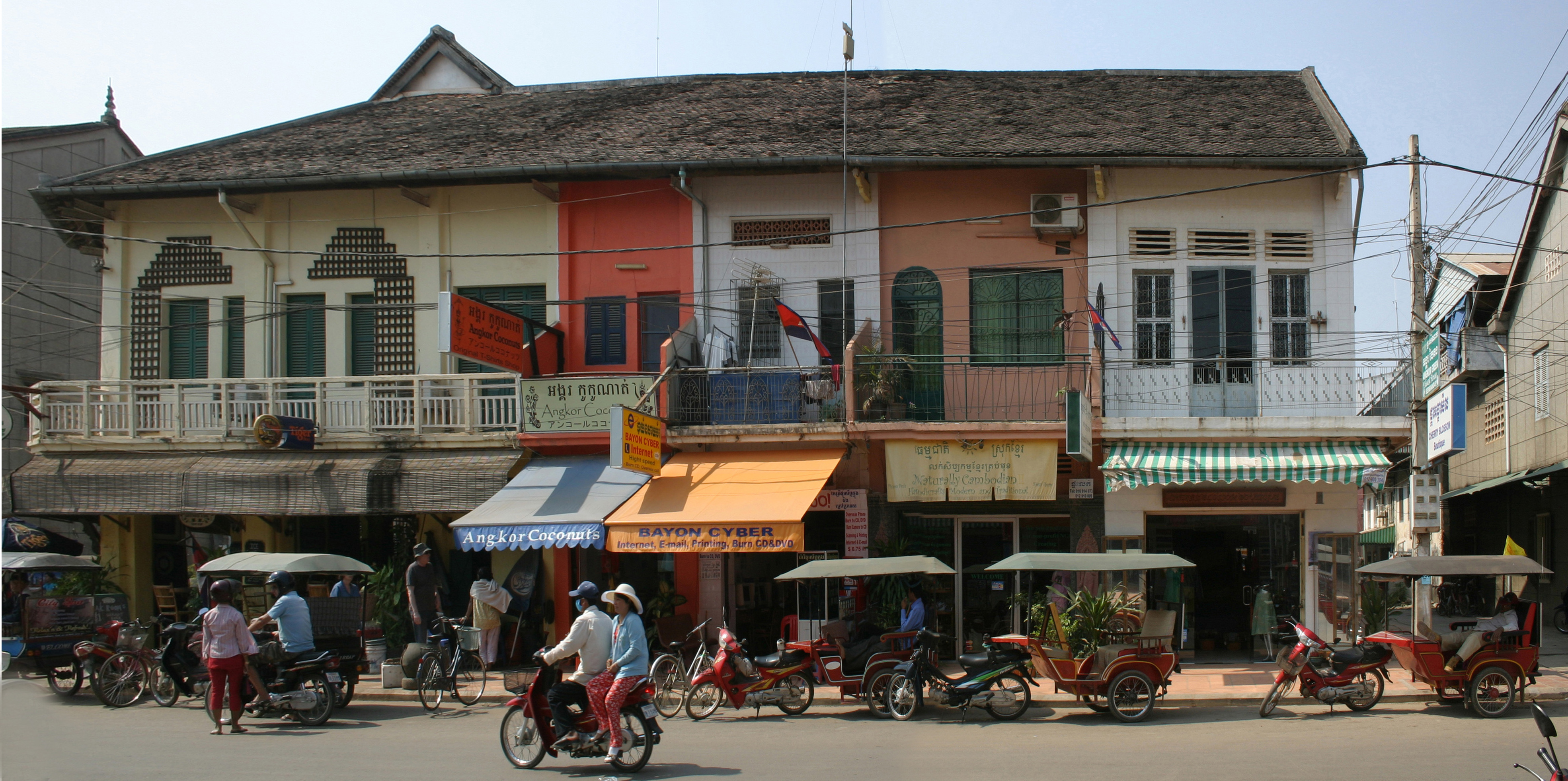
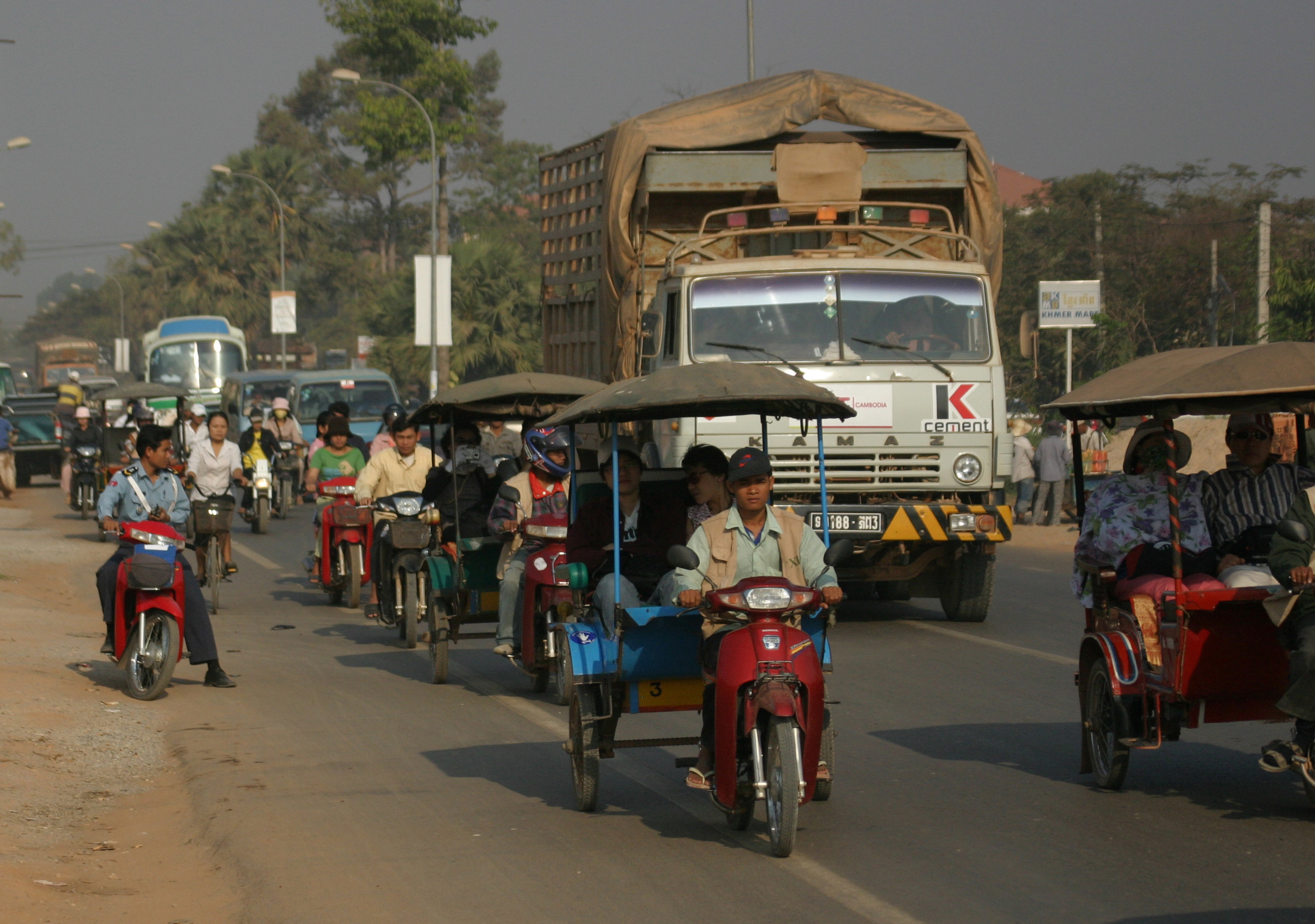
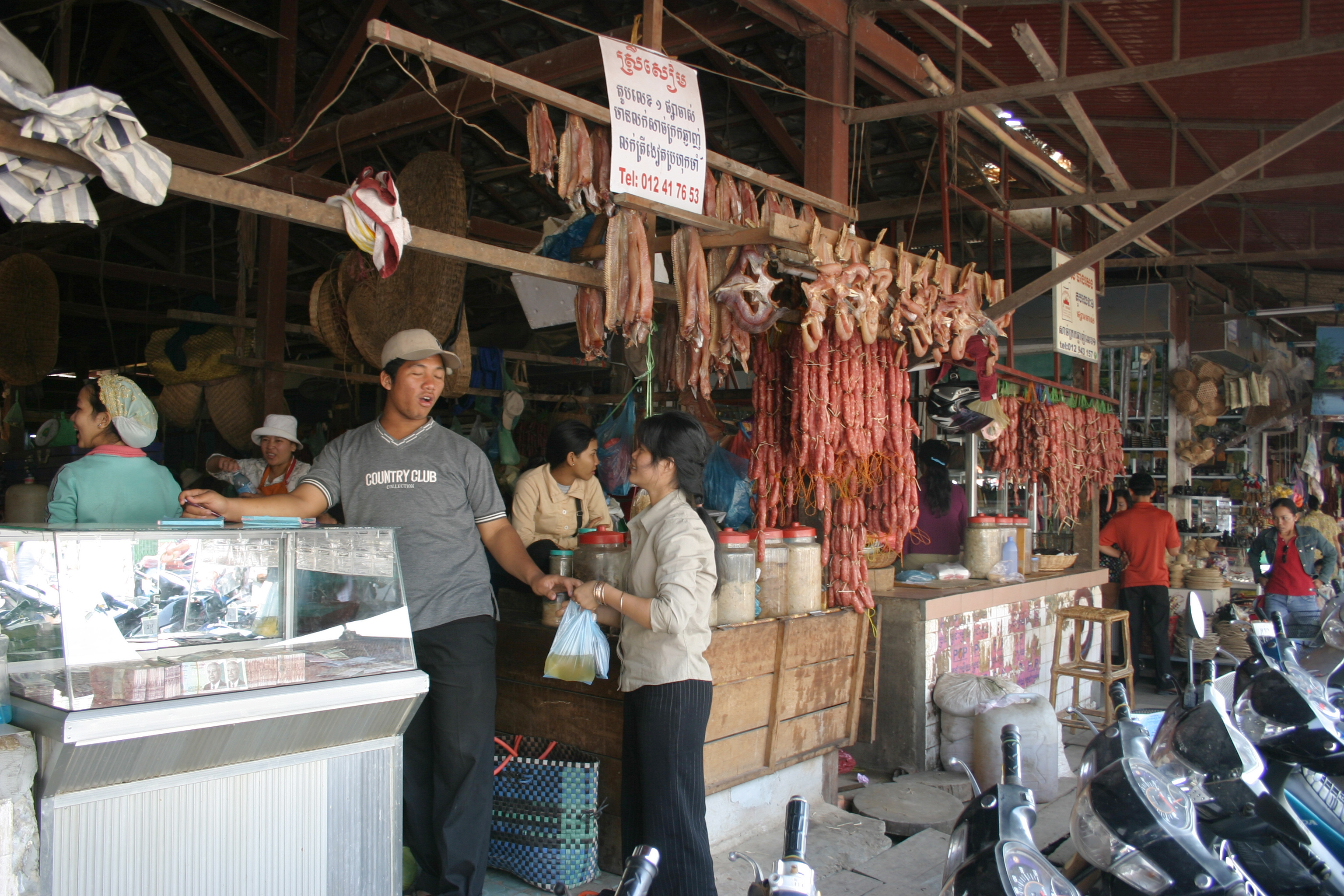
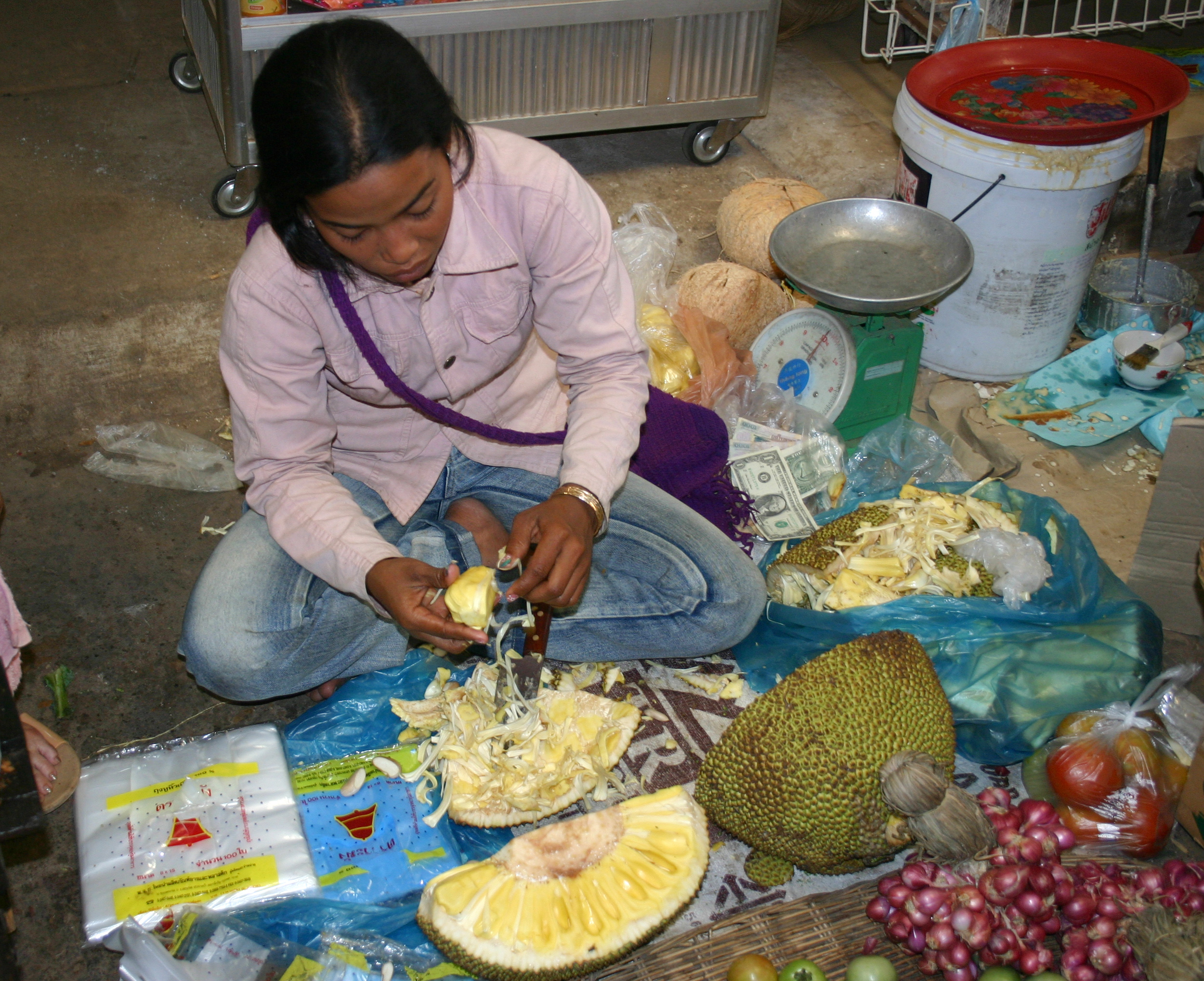
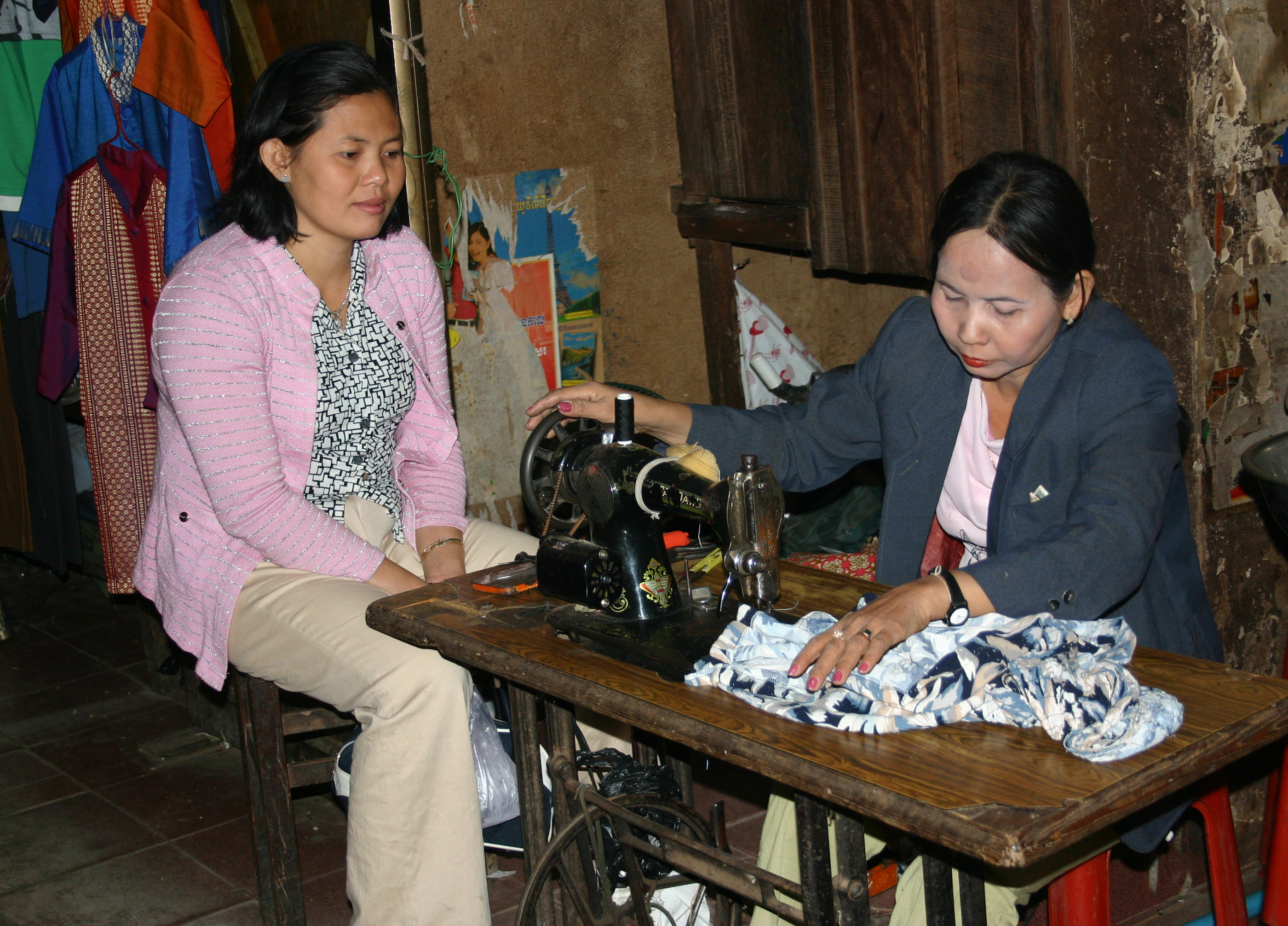